# Parafia św. Józefa Robotnika w Wojnowicach
Parafia pw. św. Józefa Robotnika w Wojnowicach – parafia rzymskokatolicka znajdująca się w Wojnowicach. Należy do dekanatu Branice diecezji opolskiej.
Parafię obsługuje proboszcz parafii Trójcy Świętej w Włodzieninie.

## Historia
Parafia należała pierwotnie do dekanatu głubczyckiego diecezji ołomunieckiej i po raz pierwszy wzmiankowano ją w 1408. W wyniku I wojny śląskiej w 1742 znalazła się na terenie Prus i tzw. dystryktu kietrzańskiego. W 1863 liczyła 1352 katolików i 125 niekatolików, niemieckojęzycznych. W 1972 powstała diecezja opolska, co zakończyło okres formalnej przynależności do archidiecezji ołomunieckiej.